# Allariz
Allariz – gmina w Hiszpanii, w prowincji Ourense, w Galicji, o powierzchni 85,96 km². W 2011 roku gmina liczyła 6059 mieszkańców.